# Aleksandr Drankov
Aleksandr Osipovitsj Drankov (Russisch: Александр Осипович Дранков) (Feodosija, 18 januari 1908 – San Francisco, 3 januari 1949) was een Russisch cameraman, filmproducent en filmregisseur.

## Filmografie
- 1908: Bolsjoj tsjelovek (Большой человек)
- 1908: Svadba Kretsjinskogo (Свадьба Кречинского)
- 1908: Oeserdnyj densjtsjik (Усердный денщик)
- 1909: Taras Boelba (Тарас Бульба)

- Gemeinsame Normdatei: 1058931954
- International Standard Name Identifier: 0000 0000 6118 8204
- Library of Congress Control Number: no2009082944
- PIC: 384934
- Virtual International Authority File: 88557869
- WorldCat: E39PBJvd4FgPH6Bg6PGDr6yDbd